# Jana Pastuchová
Jana Pastuchová (* 21. července 1965 Jablonec nad Nisou) je česká politička a zdravotnice, od října 2013 poslankyně Poslanecké sněmovny PČR, od roku 2014 zastupitelka města Jablonce nad Nisou, od roku 2019 členka předsednictva hnutí ANO 2011 a předsedkyně Výboru pro sociální politiku Poslanecké sněmovny Parlamentu České republiky.

## Život
Po absolvování střední zdravotnické školy v Liberci vystudovala Vysokou školu zdravotníctva a sociálnej práce sv. Alžbety v Bratislavě (obor urgentní medicína, získala titul Bc.). Později dokončila studium magisterského oboru management a veřejné zdravotnictví.
Pracovala jako specializovaná sestra na anesteziologicko-resuscitačním oddělení v Nemocnici Jablonec nad Nisou, p. o. Nyní působí u liberecké záchranné služby. Dvanáct let je také ředitelkou mezinárodní konference a soutěže pro záchranné služby Jablonecká Rescue Ski a jednatelkou občanského sdružení JRS Medical.
Jana Pastuchová je vdaná a má jednu dceru. Žije v Jablonci nad Nisou.

## Politické působení
Je členkou hnutí ANO 2011.
Ve volbách do Poslanecké sněmovny PČR v roce 2013 kandidovala na třetím místě kandidátky hnutí ANO 2011 v Libereckém kraji a byla zvolena poslankyní. Získala 2 488 preferenčních hlasů, a přeskočila tak původně druhého Tibora Batthyányho, který se do Sněmovny nedostal.
V komunálních volbách v roce 2014 byla zvolena za hnutí ANO 2011 zastupitelkou města Jablonce nad Nisou. V krajských volbách v roce 2016 kandidovala za hnutí ANO 2011 do Zastupitelstva Libereckého kraje, ale neuspěla. V komunálních volbách v roce 2018 obhájila za hnutí ANO 2011 mandát zastupitelky města Jablonce nad Nisou.
Ve volbách do Poslanecké sněmovny PČR v roce 2017 obhájila svůj poslanecký mandát za hnutí ANO 2011 v Libereckém kraji. Na V. sněmu hnutí ANO 2011 v únoru 2019 byla zvolena členkou předsednictva hnutí. V krajských volbách v roce 2020 kandidovala na 45. místě kandidátky hnutí ANO 2011 do Zastupitelstva Libereckého kraje, ale nebyla zvolena.
Ve volbách do Poslanecké sněmovny PČR v roce 2021 byla lídryní hnutí ANO 2011 v Libereckém kraji. Získala 3 277 preferenčních hlasů a byla znovu zvolena poslankyní. Na sněmu hnutí ANO v únoru 2022 obhájila post členky předsednictva hnutí.
V komunálních volbách v roce 2022 kandidovala do zastupitelstva Jablonce nad Nisou ze 7. místa kandidátky hnutí ANO 2011. Mandát zastupitelky města se jí podařilo obhájit.
Ve sněmovních volbách v roce 2025 kandiduje na 3. místě kandidátní listiny hnutí ANO v Libereckém kraji.